# Хохолна-Велчице
Хохолна-Велчице (слч. Chocholná-Velčice) насељено је мјесто са административним статусом сеоске општине (слч. obec) у округу Тренчин, у Тренчинском крају, Словачка Република.

## Становништво
| Година:    | 1994. | 2004.   | 2014.   | 2024.   |
| ---------- | ----- | ------- | ------- | ------- |
| Број људи: | 1603  | 1695    | 1701    | 1666    |
| Разлика:   |       | +5,73 % | +0,35 % | -2,05 % |

| Година:    | 2023. | 2024.   |
| ---------- | ----- | ------- |
| Број људи: | 1672  | 1666    |
| Разлика:   |       | -0,35 % |

Према подацима о броју становника из 2024. године насеље је имало 1666 становника.